# 龍江インターチェンジ
龍江インターチェンジ（たつえインターチェンジ）は、長野県飯田市龍江にある三遠南信自動車道（飯喬道路）のインターチェンジ（地域振興インターチェンジ）である。
当初の計画ではこのインターチェンジは存在しなかったが、計画の見直しにより地域振興インターチェンジとして追加された経歴がある。「龍江地域づくり委員会」では「龍江振興インターチェンジ」と呼称している。

## 道路
- E69 三遠南信自動車道

## 歴史
- 2018年（平成30年）
  - 1月29日 : IC名称が「龍江IC」で正式決定[3]。
  - 3月10日 : 龍江IC - 飯田上久堅・喬木富田IC間開通に伴い、供用開始[4][3]。
- 2019年（令和元年）11月17日 : 天龍峡IC - 龍江IC間開通[5]。

## 隣
E69 三遠南信自動車道
(2)天龍峡IC/PA - (3)千代IC（飯田方面のみ接続） - (4)龍江IC - (5)飯田上久堅・喬木富田IC

## 周辺
- 龍江産業団地（造成中）
- ヤマギシズム飯田実顕地
- 番入寺インダストリアルパーク
- 稲葉クリーンセンター